# Gustaw Bergson

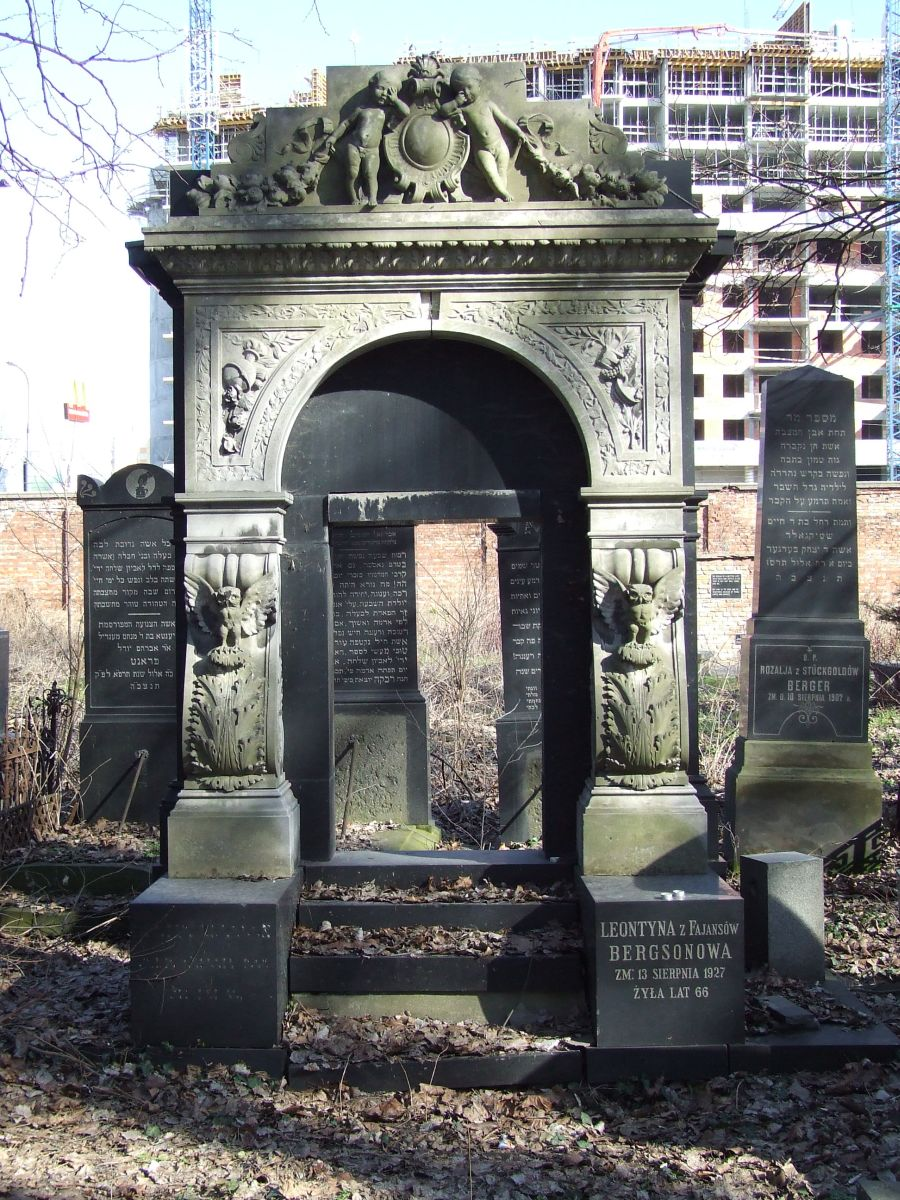
Grób Gustawa i Leontyny z Fajansów Bergsonów na cmentarzu żydowskim w Warszawie

Gustaw Bergson (ur. 17 stycznia 1850, zm. 16 grudnia 1908 w Warszawie) – polski kupiec żydowskiego pochodzenia, obywatel miasta Warszawy.
Urodził się jako syn Michała Józefa Bergsona (1800–1864) i jego drugiej żony Tekli z domu Goldbaum (1816–1887). Był wnukiem Bera Sonnenberga (1764–1822) i prawnukiem Szmula Zbytkowera (1727–1801). Jego żoną była Leontyna Fajans (1859–1927, córka Maurycego Fajansa).
Był współwłaścicielem domu handlowego pod firmą „Librowicz i Bergson”.
Jest pochowany w alei głównej cmentarza żydowskiego przy ulicy Okopowej w Warszawie (kwatera 71, rząd 1). Spoczął wraz z żoną w okazałym grobowcu, który został sprowadzony prawdopodobnie z Włoch.